# Циганештиј де Криш (Бихор)
Циганештиј де Криш (рум. Țigăneștii de Criș) насеље је у Румунији у округу Бихор у општини Брустури. Oпштина се налази на надморској висини од 164 m.

## Становништво
Према подацима из 2002. године у насељу је живело 372 становника.

### Попис2002.
| Расподела становништва по националности 2002.‍ | Расподела становништва по националности 2002.‍ | Расподела становништва по националности 2002.‍ | Расподела становништва по националности 2002.‍ | Расподела становништва по националности 2002.‍ |
| --------------------------------------------- | --------------------------------------------- | --------------------------------------------- | --------------------------------------------- | --------------------------------------------- |
|                                               |                                               |                                               |                                               |                                               |
| Румуни                                        | Румуни                                        |                                               | 323                                           | 86,8%                                         |
| Мађари                                        | Мађари                                        |                                               | 5                                             | 1,3%                                          |
| Роми                                          | Роми                                          |                                               | 25                                            | 6,7%                                          |
| Словаци                                       | Словаци                                       |                                               | 19                                            | 5,1%                                          |